# Carl-Robert Norinder
Carl-Robert Axelsson Norinder, även känd som Bob Norinder, född 25 maj 1909 i Svea ingenjörkårs församling i Stockholm, död 21 november 1990, var en svensk jurist och företagsledare.

## Biografi
Carl-Robert Norinder var son till översten Axel Norinder och Maja Almström. Efter studentexamen 1928 läste han juridik i Stockholm och blev juris kandidat där 1934.
Sedan följde tingstjänstgöring i Tveta, Vista och Mo domsaga 1934–1937 varpå han tjänstgjorde vid Svea hovrätt 1937–1938, var sekreterare i amiralitetsrådet hos Marinförvaltningen 1938–1942 och fortsatte med tjänstgöring och som tillförordnad byråchef hos Försvarets civilförvaltning (FCF) 1942–1947. Han blev VD för Kilafors Jernverks AB 1947.
Norinder, som var riddare av Vasaorden (RVO), flyttade utomlands och bodde på 1980-talet i Villeneueve-Loubet, Frankrike.

## Familj
Carl-Robert Norinder gifte sig första gången 1940 med Inga-Britt Håkansson (1918–1944) och fick sonen Patrik Norinder 1941.
Andra gången gifte han sig 1945 med Anna-Lisa Ahlgren (1909–1966), dotter till Läkerolindustrins grundare Adolf Ahlgren. Hon var änka efter godsägaren Arne Johnsson och hade barnen Ulf (1934–1978) och Birgitta "Pyran" Johnsson-Norinder (född 1938) som han adopterade. Tillsammans med Anna-Lisa fick han även dottern Anne Möller (1947–1969).
Tredje gången gifte han sig 1967 med Kitte Tamm (1930–1996), dotter till generallöjtnanten Viking Tamm. Tillsammans med henne hade han dottern Marie (1964–2013).
Carl-Robert Norinder är gravsatt i minneslunden på Norra begravningsplatsen utanför Stockholm.